# Móstoles
Móstoles – miasto w centralnej Hiszpanii, położone 18 km na południowy zachód od Madrytu, we Wspólnocie Autonomicznej Madrytu (Comunidad Autónoma de Madrid), tworzy również część aglomeracji stolicy Hiszpanii – 5 stacji linii 12 (Metrosur) madryckiego metra znajduje się na terenie Móstoles: Universidad Rey Juan Carlos, Móstoles Central, Pradillo, Hospital de Móstoles i Manuela Malasaña. Liczy 212 301 mieszkańców, jest drugim pod tym względem miastem w prowincji Madrytu. W Móstoles znajduje się kampus i główna siedziba Uniwersytetu Króla Juana Carlosa I (Universidad Rey Juan Carlos I). Zostało założone najprawdopodobniej około 1085–1137 po zajęciu królestwa Toledo przez chrześcijan (1085 r.).

## Znani z Móstoles
- Iker Casillas – bramkarz reprezentacji Hiszpanii i Realu Madryt

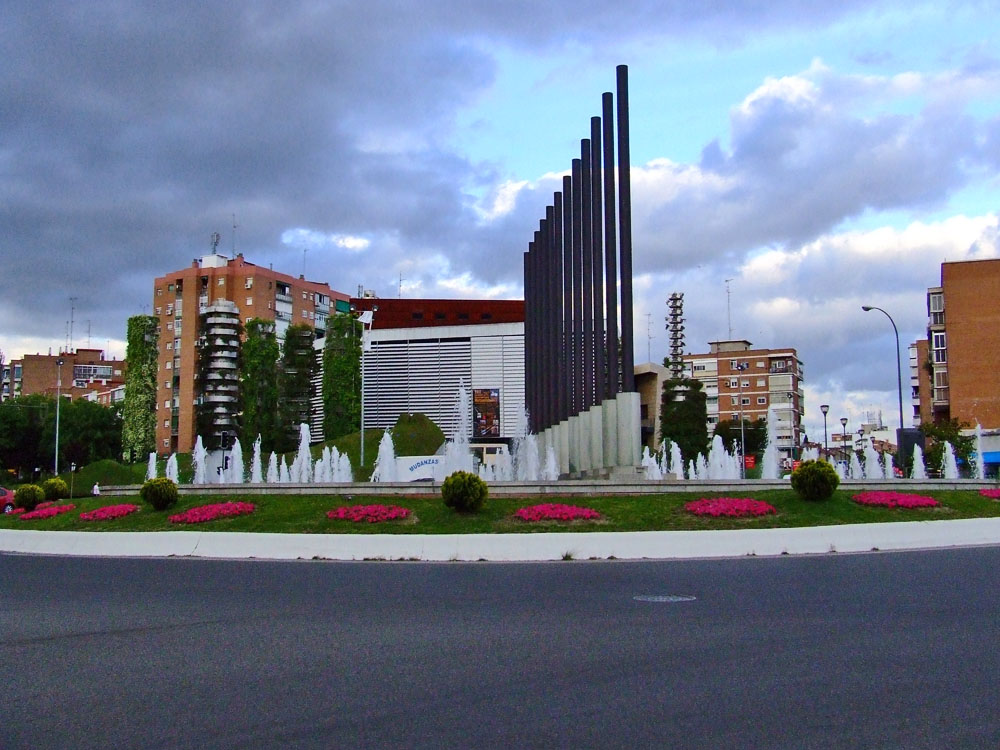
Teatro del Bosque

## Miasta partnerskie
- Bailén, Hiszpania
- Kadyks, Hiszpania
- Las Palmas, Hiszpania
- Madryt, Hiszpania
- Navia, Hiszpania
- Saragossa, Hiszpania